# Nuclear Throne
Nuclear Throne (ранее Wasteland Kings) — компьютерная игра в жанре roguelike, разработанная и изданная нидерландской командой разработчиков Vlambeer. Выход игры для PC, PlayStation 4 и PlayStation Vita состоялся 5 декабря 2015 года.

## Игровой процесс
Nuclear Throne — компьютерная игра в жанре roguelike-шутера с видом сверху, содержащая элементы bullet hell. Игра имеет два основных режима: одиночный и локальный кооперативный. Также присутствуют ежедневные и еженедельные испытания, позволяющие игрокам соревноваться через платформу Steam за лучший результат (определяемый количеством убийств за прохождение) на одинаковых случайно сгенерированных уровнях. Игрок управляет одним из 12 персонажей, 10 из которых необходимо разблокировать в процессе игры. Два дополнительных секретных персонажа доступны только при особых обстоятельствах во время прохождения. Каждый персонаж обладает уникальной способностью, что добавляет дополнительный элемент игровому процессу. Эти индивидуальные способности позволяют использовать различные стили игры, повышая разнообразие и реиграбельность. Дополнительные спрайты или облики для персонажей можно получить, выполняя особые или секретные задания. Игрок продвигается через линейную структуру уровней до уровня 7-3, где необходимо победить финального босса — Ядерный Трон (англ. Nuclear Throne). После этого игрок может вернуться к началу игры с значительно повышенной сложностью. Игрок может продолжать циклы прохождения до момента смерти персонажа.
Прогресс игры обнуляется после смерти персонажа. За исключением особого оружия, полученного на скрытом уровне, и «корон», сохраняющихся до победы над финальным боссом, ничто из приобретенного в одном прохождении не переносится в следующее. В игре реализована система уровней, где игрок получает опыт в виде радиационных частиц или «радов», выпадающих из противников. Это позволяет получать различные мутации и выбирать наиболее подходящую из четырех случайно предлагаемых вариантов. По достижении десятого уровня игрок может выбрать «ультра-мутацию», уникальную для каждого персонажа.
Изначально игрок вооружён лишь базовым револьвером. Для получения более мощного оружия необходимо открывать красные сундуки, а дополнительные боеприпасы можно найти в жёлтых сундуках. Игрок может иметь при себе два вида оружия одновременно, например, лопату и штурмовую винтовку. По мере продвижения по игре доступное оружие становится более продвинутым и мощным, что компенсирует возрастающую сложность и количество противников. После завершения цикла игры (англ. Loop) становятся доступны особые «золотые» и «ультра» виды оружия. За исключением некоторых видов оружия ближнего боя, всё оружие потребляет один из пяти типов боеприпасов (пули, энергия, патроны для дробовика, болты и взрывчатка). Также есть разновидности оружия, потребляющие радиацию.

## Разработка
Ян Виллем Найман и Рэми Исмаил из Vlambeer выступили в роли дизайнера и продюсера игры соответственно, а также совместно работали над её разработкой. Паул Вир, ранее занимавшийся анимацией в игре Super Crate Box, вновь присоединился к команде для создания графики Nuclear Throne. Промо-арт игры был нарисован Джастином Ченом, студентом художественного факультета, которого наняли благодаря его фанатским иллюстрациям по ранним версиям игры. Композитором Nuclear Throne выступил Юкио Каллио, ранее работавший над несколькими проектами Vlambeer, а его друг Йоонас Тёрнер занимался созданием звуковых эффектов.

## Восприятие
| Сводный рейтинг | Сводный рейтинг |
| Агрегатор       | Оценка          |
| --------------- | --------------- |
| GameRankings    | 83,00 %         |

Эдвин Эванс из PC Gamer назвал Nuclear Throne одной из лучших action-roguelike игр когда-либо сделанных.
Летом 2018 года, благодаря уязвимости в защите Steam Web API, стало известно, что точное количество пользователей сервиса Steam, которые играли в игру хотя бы один раз, составляет 492 848 человек.